# Deinonychosauria
Deinonychosauria («жахливі ящери з кігтями») — інфраряд тероподних динозаврів, родичі сучасних птахів. Вони жили з середини юрського до пізньої крейди. У цю групу входять три родини — Archaeopterygidae, Dromaeosauridae і Troodontidae. Найбільшим відомим видом є північноамериканський представник дромеозаврид — Utahraptor (довжиною близько 7 метрів), а найменшим — китайський археоптеригід Anchiornis довжиною всього 34 см.

## Опис
Deinonychosauria були тваринами легкої будови, рухалися подібно до сучасних страусів. Голови були досить великими, а щелепи були озброєні загнутими назад зубами з гострими зубцями. Стрункі кінцівки були чотири пальці, другий палець був збільшений і мав серпоподібну форму. За допомогою цього кігтя тварини вбивали свою жертву. Поєднуючи інтелект, майстерність і швидкість вони полювали зграями, ніби сучасні вовки. Як і в інших Maniraptora, тіло Deinonychosauria напевно було вкрите пір'ям.

## Класифікація
Інфраряд Deinonychosauria:
- Рід Euronychodon?
- Рід Pamparaptor
- Рід Paronychodon?
- Родина ?Archaeopterygidae[2]
- Надродина Dromaeosauroidea
  - Родина Dromaeosauridae
    - Підродина Microraptorinae
    - Підродина Unenlagiinae
    - (-) Eudromaeosauria
      - Підродина Dromaeosaurinae
      - Підродина Saurornitholestinae
      - Підродина Velociraptorinae
- Надродина Troodontoidea
  - Родина Troodontidae
    - ?Підродина Elopteryginae
    - Підродина Troodontinae